# Thales Paula
Thales Procopio Castro de Paula (* 29. Juni 2001), auch bekannt als Thales Paula, ist ein brasilianischer Fußballspieler.

## Karriere
Thales Paula erlernte das Fußballspielen in der Shūgakukan High School im japanischen Yatsushiro. Seinen ersten Vertrag unterschrieb der Mittelfeldspieler am 1. Februar 2021 beim japanischen Verein Roasso Kumamoto. Der Verein, der in der Präfektur Kumamoto beheimatet ist, spielt in der dritten japanischen Liga. Sein Profidebüt gab er am 26. Mai 2021 (8. Spieltag) im Heimspiel gegen den AC Nagano Parceiro. Hier wurde er in der 82. Minute für Sōta Higashide eingewechselt. 2021 feierte er mit Kumamoto die Meisterschaft der dritten Liga und den Aufstieg in die zweite Liga. Für Kumamoto absolvierte er 21 Zweitligaspiele. Im Januar 2022 wechselte er zum Erslitisgen Nagoya Grampus nach Nagoya. Von hier aus wurde er direkt wieder an Roasso Kumamoto ausgeliehen. Für Roasso bestritt er 14 Ligaspiele. Nach der Ausleihe kehrte er im Januar 2023 zu nach Nagoya zurück. Nach insgesamt sieben Ligaspielen für Nagoya wechselte er im Juli 2024 zum Zweitligisten Tokushima Vortis. Nach fünf Ligaspielen wechselte er im Februar 2025 auf Leihbasis zum Drittligisten Vanraure Hachinohe. Nach einem Ligaspiel wurde er im Juli 2025 an den ebenfalls in der dritten Liga spielenden AC Nagano Parceiro verliehen.

## Erfolge
Roasso Kumamoto
- Japanischer Drittligameister: 2021  ▲